# Sergio Pininfarina
Sergio Pininfarina (8. september 1926 i Torino – 3. juli 2012 i Torino) var en fremtrædende italiensk bildesigner.
Han begyndte i faderens firma Carrozzeria Pininfarina og da faderen døde i 1966, overtog han automatisk direktørposten.
I oktober 2005 udnævntes han – samtidig med Italiens nuværende præsident Giorgio Napolitano – til livstidssenator af den nu daværende præsident Carlo Azeglio Ciampi.